# Tuzluca
Tuzluca es una localidad turca de la provincia de Iğdır.

## Toponimia
La localidad hoy día denominada Tuzluca en el pasado era conocida como Koghb, Kulp o Goghb.

## Geografía
Está ubicada al oeste de Ereván, capital de Armenia, y al sur del curso del río Aras.

## Historia
Hacia 1897 tenía contabilizada una población de 3074 habitantes. A comienzos del siglo XX pertenecía a la gobernación de Ereván, en la Transcaucasia rusa. Se extraían grandes cantidades de sal en sus alrededores.